# Albești-Paleologu
Albești-Paleologu is een Roemeense gemeente in het district Prahova.
Albești-Paleologu telt 5918 inwoners.